# Peleg Sprague
Peleg Sprague (Augusta, 1793. április 27. – Boston, 1880. október 13.) az Amerikai Egyesült Államok szenátora (Maine, 1829–1835).